# فرناندو دي أبرو
فرناندو دي أبرو (بالبرتغالية: Fernando de Abreu‏) (مواليد 22 يونيو 1944) هو سبّاح برازيلي، مثّل بلاده في الألعاب الأولمبية الصيفية 1960.

## روابط خارجية
فرناندو دي أبرو على موقع الاتحاد الدولي للسباحة (الإنجليزية)
- فرناندو دي أبرو على موقع SwimRankings.net (الإنجليزية)
- فرناندو دي أبرو على موقع اللجنة الأولمبية الدولية (الإنجليزية)
- فرناندو دي أبرو على موقع أوليمبيديا (الإنجليزية)